# 1801 na arte

## Eventos
- 3 de agosto - fundação do Museu de Belas Artes de Bordéus.

## Nascimentos
| Data           | Nome           | Profissão           | Nacionalidade | Observações | Ref |
| -------------- | -------------- | ------------------- | ------------- | ----------- | --- |
| 1 de fevereiro | Thomas Cole    | pintor              | Reino Unido   | m. 1848     |     |
| ??             | Conrad Martens | pintor e desenhista | Reino Unido   | m. 1878     |     |

## Mortes
| Data         | Nome                         | Profissão | Nacionalidade  | Observações | Ref |
| ------------ | ---------------------------- | --------- | -------------- | ----------- | --- |
| 15 de agosto | Ralph Earl                   | pintor    | Estados Unidos | n. 1751     |     |
| ??           | José Patrício da Silva Manso | pintor    | Brasil Colônia | n. c. 1753  |     |